# Karzeł 2
Karzeł 2 (tytuł oryg. Leprechaun 2; inne tłum. Powrót Karła) – amerykański film fabularny z 1994 roku, wyreżyserowany przez Rodman Flendera.

## Fabuła
Przed tysiącem lat, w starożytnej Irlandii żył Karzeł, który pragnął mieć żonę. Wybranką miała być pierwsza napotkana dziewczyna, która kichnie trzy razy z rzędu. Karzeł znalazł swoją wybrankę, ale plany pokrzyżował mu ojciec niedoszłej panny młodej. Skrzat poprzysiągł zemstę na potomku sprawcy jego krzywdy. Akcja przenosi się do współczesnej Kalifornii. Bridget jest potomkiem wcześniejszej wybranki Karła i jego potencjalną małżonką. Wkrótce Karzeł budzi się aby porwać Bridget i ją poślubić.

## Obsada
- Warwick Davis - Karzeł
- Charlie Heath - Cody Ingalls
- Shevonne Durkin – Bridget Callum
- Sandy Baron - Morty Ingalls
- James Lancaster - William O'Day
- Adam Biesk - Ian Joyce